# Vatikanski hrvatski molitvenik
Vatikanski hrvatski molitvenik  je najstariji poznati hrvatski molitvenik na narodnom jeziku. Čuva se u Vatikanskoj biblioteci i u znanosti je poznat pod nazivom Vatikanski hrvatski molitvenik. Nastao je oko 1400. godine u Dubrovniku ili njegovoj okolici, a namijenjen je nekom ženskom samostanu. Prijepis je starijega latiničkog predloška (bez jedinstvene redakcije), ali s jasnim tragovima crkvenoslavenske pramatice u prijevodu i jeziku. Po pisarskim pogreškama koje obuhvaćaju zamjenu sličnih glagoljičkih slova (i — o, t — d — 1) i neke tragove ćirilice (npr. f, c umj. latiničkog s) nesumnjivo je i postojanje glagoljičkoga i ćiriličkoga predteksta. Matica mu je čakavsko-ikavska, pa uz dubrovačke jezične crte koegzistiraju i čakavske ikavske: npr. pored ijekavizma ikavizam (čak unutar jedne riječi, npr. ijekavska osnova/ikavski nastavak ili obratno), uz imenički genitivni množinski nastavak -a čakavski kratki genitivi množine ili oni s nastavcima -ov, -i i dr. Spomenik je poznat od 1859. godine, kada ga je Franjo Rački prikazao u "Zagrebačkom katoličkom listu", a objavio ga je 1934. u transliteraciji Franjo Fancev. Pisan je romanskom goticom na pergameni i ukrašen inicijalima s minijaturama, a na prvome listu ima i neidentificiran plemićki grb. Sadržaj mu obuhvaća: Ofičje Blažene Djeve Marije po zakonu svete Rimske crkve priza sve godište, Sedam psalam pokornih, Ofičje od mrtvijeh, Ofičje Svetoga Krsta, Ofičje Svetoga Duha, molitve za razne prigode te nedovršene Psalme graduale. Evo jednog primjera iz tog molitvenika: "Uzveliča duša moja Gospoda i uzradova se duh moj o Bogu, spasitelju momu. Jere prizri na smirenje rabe svoje. Ovo, odsele blaženu me govore svi narodi jere učini meni velika koji uzmožan jest i sveto ime njegovo. I milost njegova od roda do roda bojeći se njega (riječi su to glasovitog "Magnificat -Veliča" same Bogorodice pri susretu s rođakinjom Elizabetom) ... Podaj nam, rabom tvojim, molimo te, Gospodi Bože, vječnom pametju i tijelom zdravijem radovati se i prislavnim Blažene Marije, vazda djeve, moljenjem od sadanjih izbaviti se tuoga, vječnjega uživati veselja" ... U tom je molitveniku zabilježen i prvi poznati zapis prepjeva latinske crkvene himne Ave maris stella — Zdravo, morska zvijezdo. Sljedeći primjeri ilustriraju jezik "Vatikanskoga hrvatskog molitvenika":

## Psalam 22
Gospod brani mene i ništa meni ne udi. U mjesto paše ondi me shrani. Svrhu vode oslađene izvede mene i dušu moju obrati. Izvede mene svrhu slijeda pravde zaradi imena svoga. Jere ako hodu posrjed sjeni smrtne, no boju se zla jere si ti sa mnom, prut tvoj i štap tvoj kojizi me utješa. Pripravio si prid očima mojima trpezu prima onima koji usiluju mene. Opritilio si uljem glavu moju i pitje tvoje opojilo me je koliko prosvijetljeno jest. I milosrdje tvoje slijedi mene sve dni života moga, da pribivam u domu Gospodinovu u duge dni.

## Psalam 129
Iz dubina uzazvah k tebi, Gospodi: “Gospodi, usliši glas moj! Budita uši tvoje otvorene na glas molitve moje! Jere ako budeš liobe naše gledati, Gospodine, Gospodine, kto će moći trpiti? Da zašto jest pri tebi milosrdje i krozi zakon tvoj potrpih te, Gospodine. Potrpila jest duša moja riječ tvoju, ufala je duša moja u Gospodina.” Od straže jutarnje deri do noći da ufa Izdrael u Gospodina zašto pri Gospodinu jest milosrdje i u njem jest obilje iskupljenja. I on će iskupiti Izdraela od svijeh zlob njegovijeh.